# Angelo Strata
Angelo Strata (Genova, 7 maggio 1910 – ...) è stato un calciatore italiano, di ruolo mediano.

## Carriera
Disputò 2 partite in Serie A con la maglia del Livorno e 16 con quella del Genova 1893. Militò poi nel Taranto, nel Grifone Ausonia e nel Varazze.

## Palmarès

### Club

#### Competizioni nazionali
- Prima Divisione: 1

Taranto: 1934-1935
- Serie C: 1

Taranto: 1936-1937